# Kallhäll

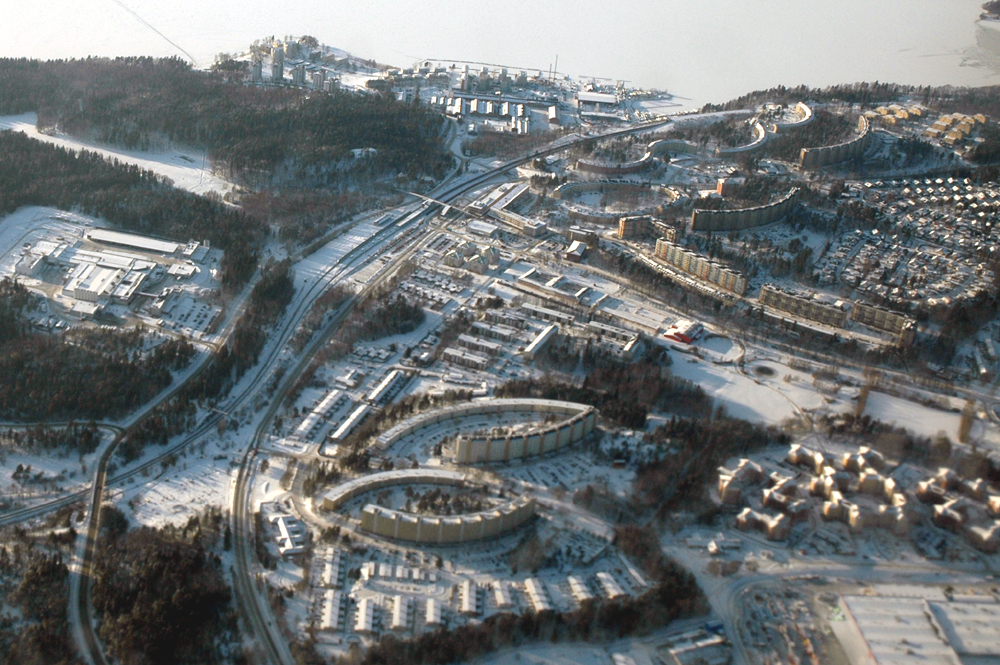
Flygfoto över Kallhäll i februari 2007.

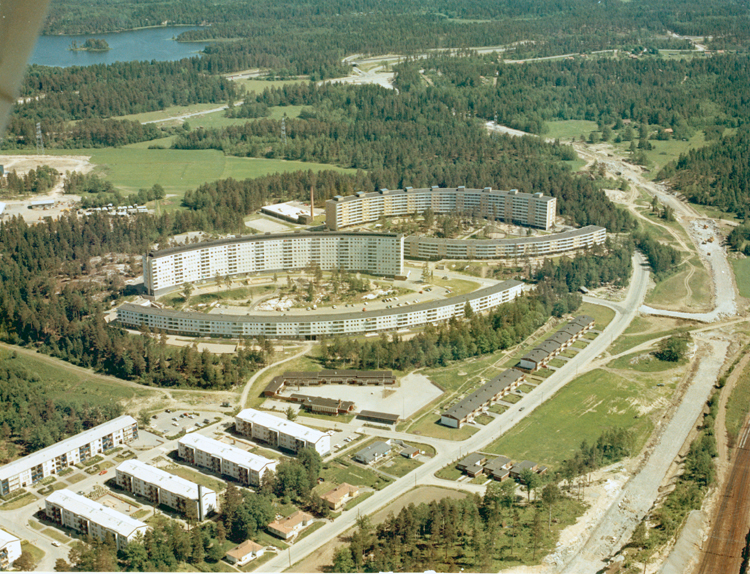
Lädersättraområdet i Kallhäll. Flygfoto från 1968. Fotograf Oscar Bladh.

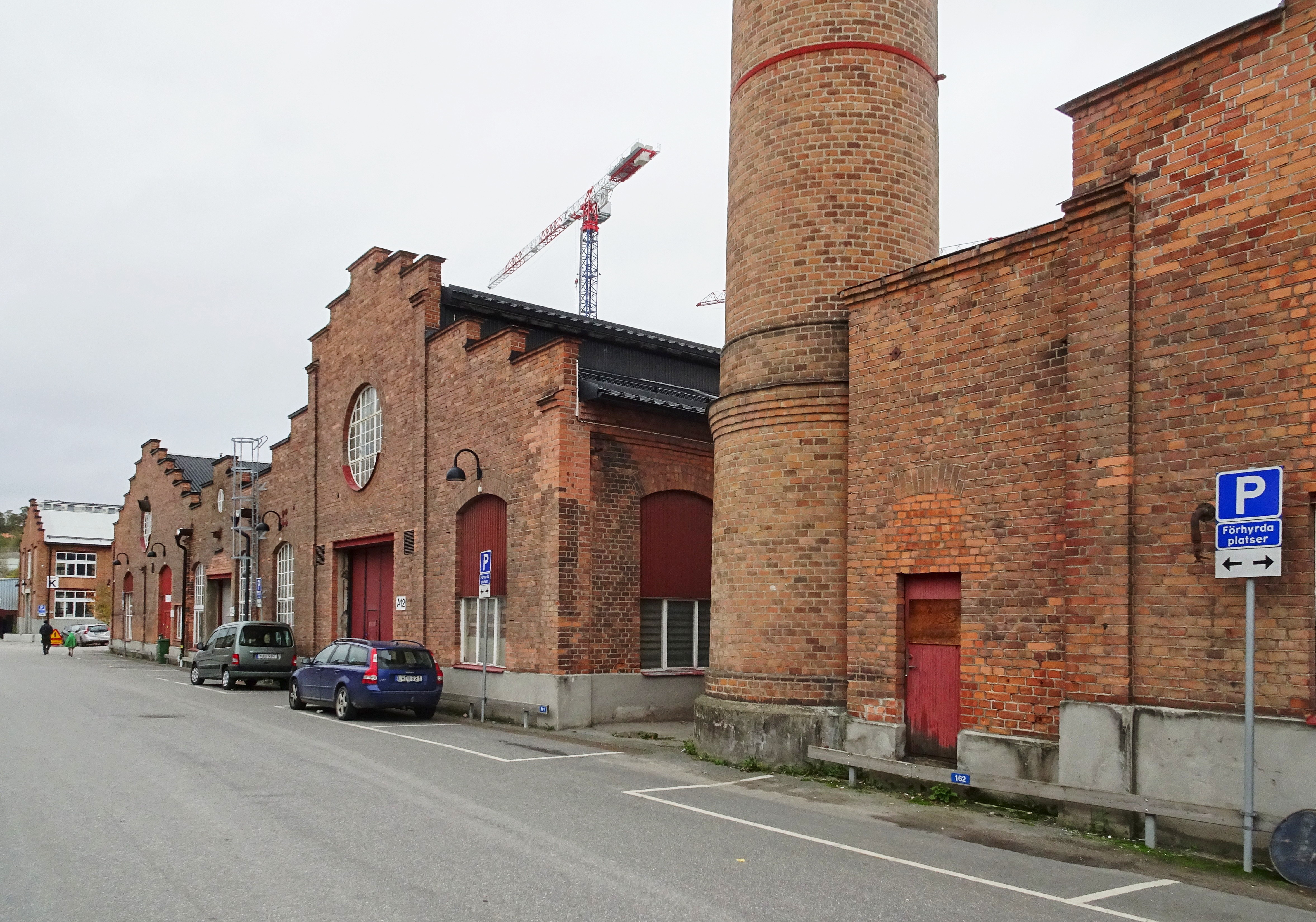
Bolinders gamla fabriksområde

Kallhäll är ett område i kommundelen Kallhäll-Stäket i Järfälla kommuns norra del belägen intill Mälaren med ungefär 14.000 invånare. I centrum finns Folkets hus med biograf och ett bibliotek samt ett tjugotal affärer och serveringsställen. Kallhäll ingår i tätorten Stockholm.

## Stadsbild
Väster om Kallhälls centrum och Kallhälls pendeltågsstation ligger Mälaren, Görvälns naturreservat och Bolinders industriområde. I början av 2000-talet byggdes lägenheter vid Mälaren nära Kallhällsbadet, både punkthus och radhus. I övrigt är centrum omgivet av stora bostadsrättshus, många byggda under 1950- och 1960-talen.
Ett flertal av husen är långa och höga och slingrar sig längs höjderna i det relativt kuperade Kallhäll. Lite längre från centrum finns områden med radhus och kedjehus. Bolinderbyn med sina tvåvåningsradhus och relativt små bostäder fungerade som arbetarbostäder en gång i tiden. På östra sidan E18 ligger Kallhälls villastad (Björkliden).

### Nutida bilder

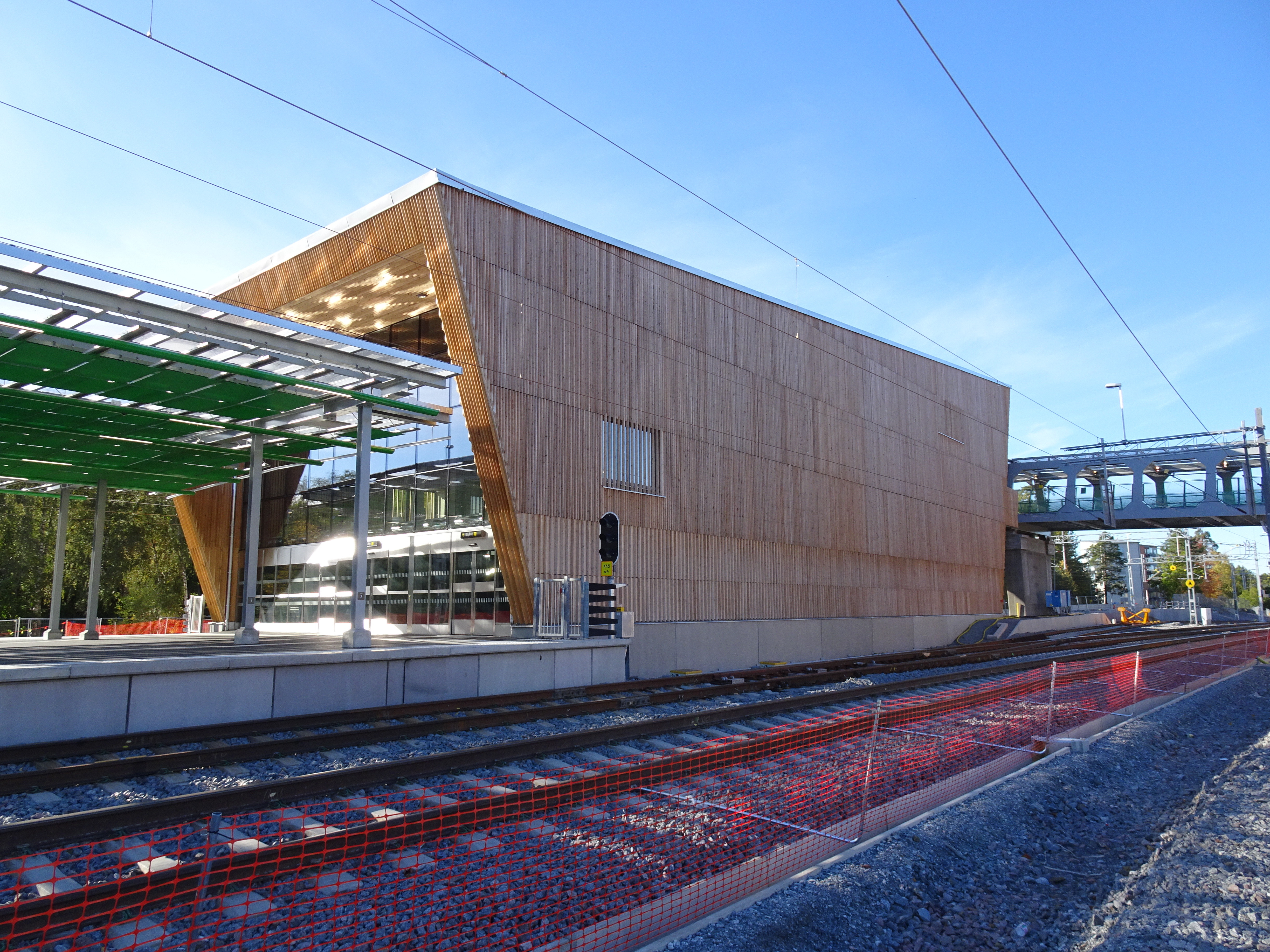
Kallhälls pendeltågsstation.
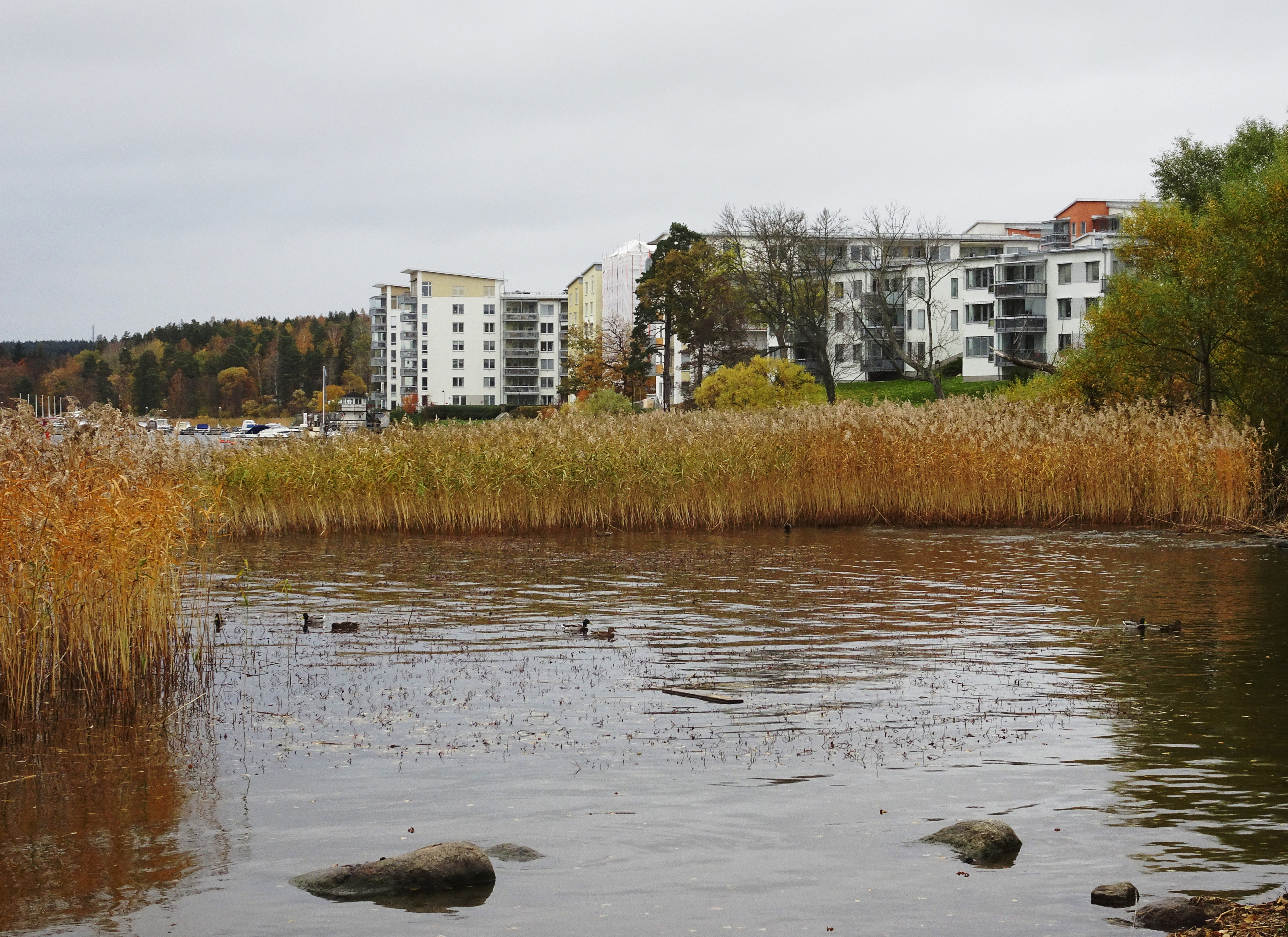
Bostadsområde vid Bolinder strand.
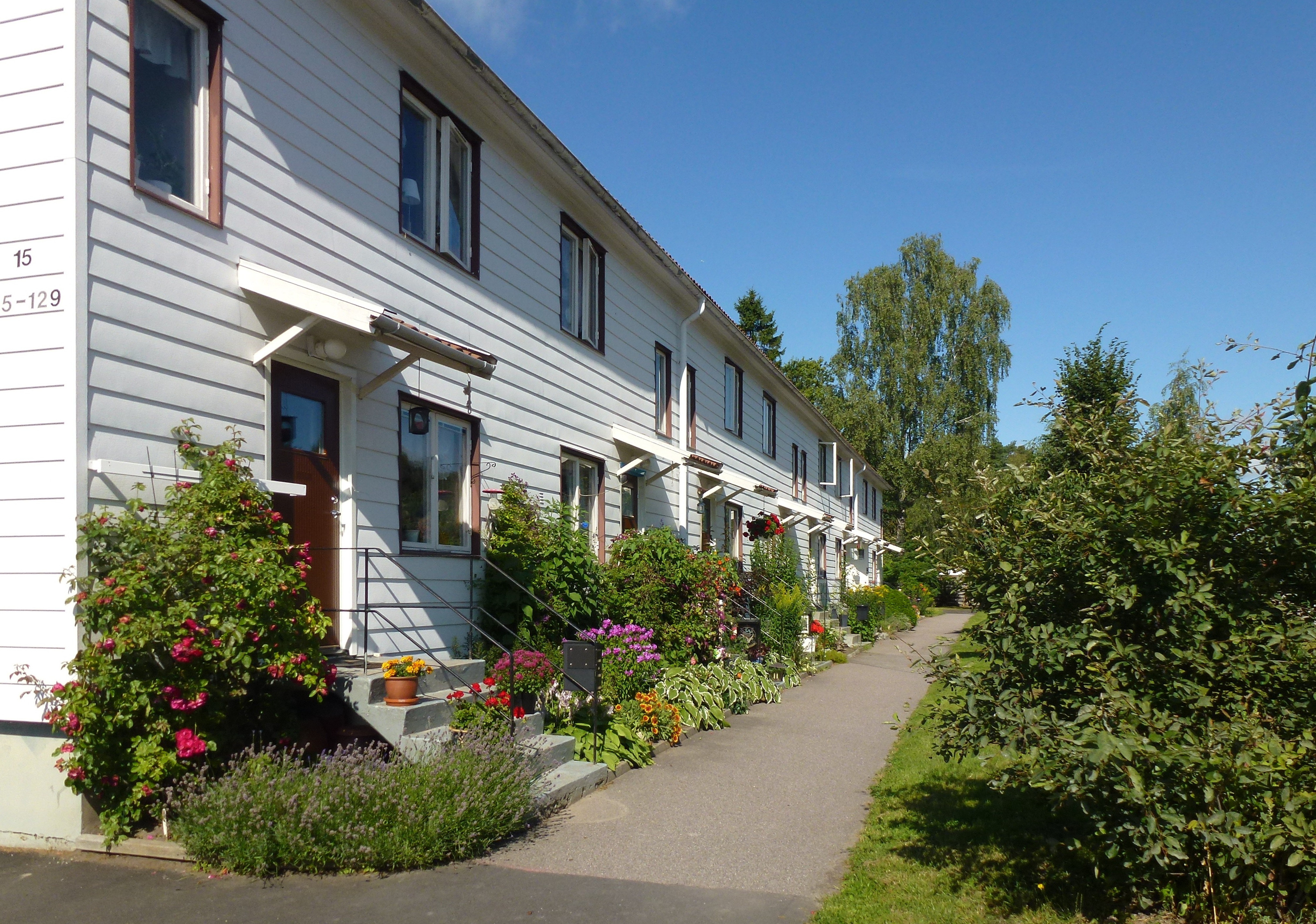
Radhus i Bolinderbyn.
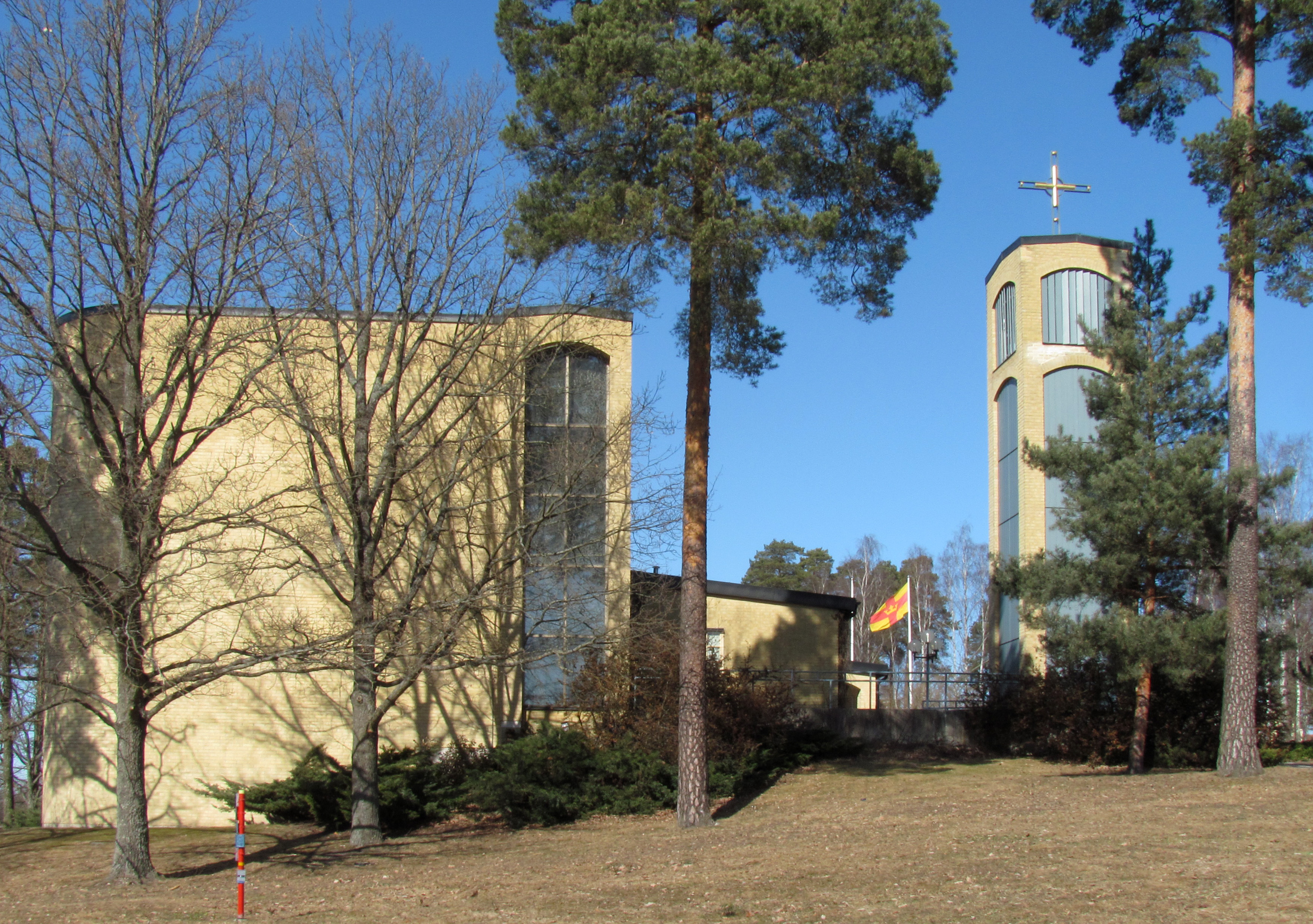
Sankt Lukas kyrka, Kallhäll.

## Historia

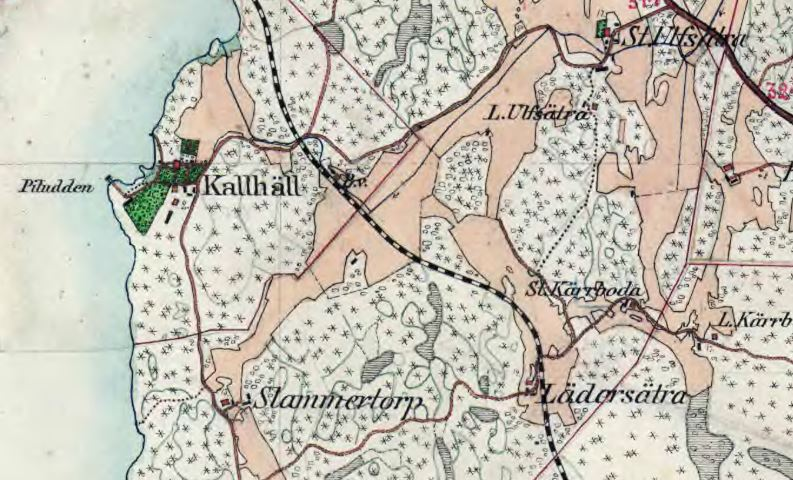
Kallhäll med omgivning omkring 1900.

I Kallhäll fanns under senmedeltiden ett torp som ägdes av ärkebiskopen. Ortnamnet är första gången nämnt 1539 och stavas då Kalhelle. Det moderna Kallhäll började växa upp i början på 1900-talet då Bolinders Mekaniska Verkstäder 1909 flyttade ut en del av tillverkningen från Kungsholmen i centrala Stockholm. Denna verksamhet övertogs 1956 av AB Svenska Maskinverken. Närheten till Mälaren och järnvägen mellan Stockholm och Västerås bör ha bidragit till valet av plats. Tegelbyggnaderna väster om järnvägen nere vid Mälaren påminner idag om Bolinders bidrag till att bilda Kallhäll.
I slutet av 1930-talet anlände en stor grupp sudettyskar, som tvingats fly från den tyska ockupationen av Tjeckoslovakien på grund av sina socialdemokratiska åsikter. Birger Dahlerus, verkställande direktör vid Bolinders Fabriks AB ordnade så att många av dem fick jobb i Kallhäll. Bostad för arbetarna blev inledningsvis ett hotell, som under pensionatsliknande förhållanden drevs av Karin och Sten Brunbäck. Arrangemanget kan sägas vara en tidig föregångare till den arbetskraftsinvandring av industrianställda till Sverige, som under framför allt 1960-talet var omfattande.

### Befolkningsutveckling
| Befolkningsutvecklingen i Kallhäll 1950–1975 | Befolkningsutvecklingen i Kallhäll 1950–1975 | Befolkningsutvecklingen i Kallhäll 1950–1975 | Befolkningsutvecklingen i Kallhäll 1950–1975 | Befolkningsutvecklingen i Kallhäll 1950–1975 |
| -------------------------------------------- | -------------------------------------------- | -------------------------------------------- | -------------------------------------------- | -------------------------------------------- |
|                                              |                                              |                                              |                                              |                                              |
| År                                           |                                              |                                              | Folkmängd                                    | Areal (ha)                                   |
| 1950                                         | 1950                                         |                                              | 1 828                                        |                                              |
| 1960                                         | 1960                                         |                                              | 5 215                                        | 172                                          |
| 1965                                         | 1965                                         |                                              | 10 186                                       | 203                                          |
| 1970                                         | 1970                                         |                                              | 10 215                                       |                                              |
| Anm.: Sammanvuxen med Stockholm 1975         |                                              |                                              |                                              |                                              |

### Kallhälls gård
Huvudartikel: Kallhälls gård

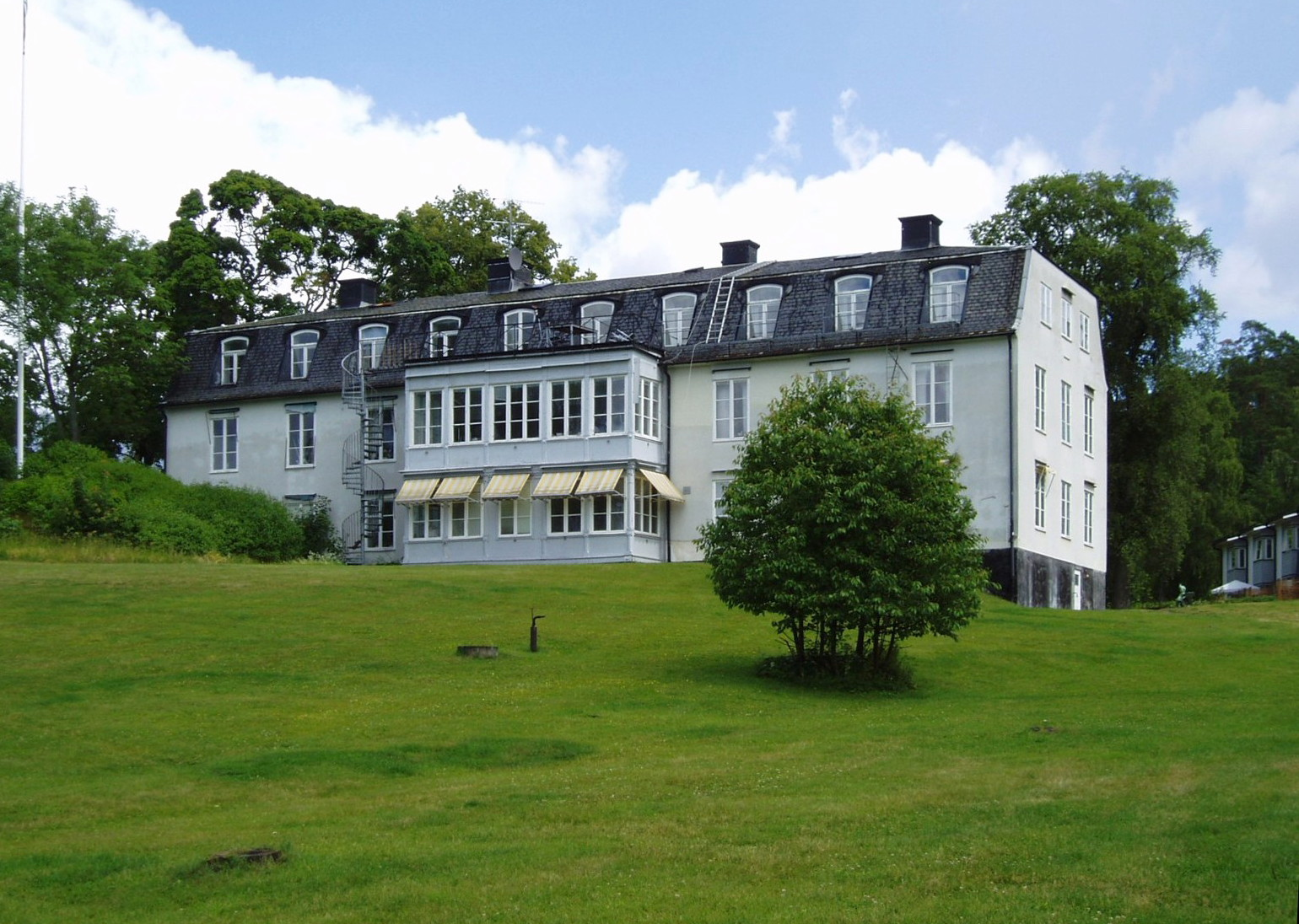
Kallhälls gård.

Kallhälls huvudbyggnad uppfördes år 1863 i schweizerstil. Den byggdes då som permanentbostad. År 1906 köptes Kallhälls gård av direktör Erik August Bolinder att användas som sommarvilla. Efter hans död 1930 blev Kallhälls gård huvudkontor för J. & C.G. Bolinders Mekaniska Verkstads AB. Ursprungligen var det C.H. Heurlin, som var styrelseordföranden i Bolinders, som 1906 köpte Kallhälls gård och överförde köpet på bolaget. 
Tillsammans med bland annat Görväln tillhörde Kallhäll före reformationen ärkebiskopsborgen i Stäket, Almare-Stäkets borg. En rad adliga ägare följde sedan. En tvist uppstod på 1670-talet mellan Görväln och Kallhäll, och där Kallhäll till slut fick rätt. Saken gällde rågångsgränsen mellan dessa båda gårdar och det var hertig Adolf Johan, Karl X Gustavs bror, som processade.
Kallhäll var utarrenderat under 1700-talet och under första hälften av 1800-talet. Det såldes till Axel Ulrik Björkman (1797-1855) på Görväln och hans dotter, Sophie Björkman (född 1828), övertog 1855 Kallhäll, som hon ärvde efter sin far Axel Ulrik Björkman. Axel Ulrik Björkmans son Bengt Magnus Björkman (1745-1824) var ägare till flera egendomar i både Sverige och Finland, såsom Sätuna säteri och Öråker i Uppsala län samt Grönsinka bruk i Gävleborgs län, Nacka gård och Farsta gård. I Järfälla ägde han Görvälns slott, Skälby gård, Jakobsbergs gård samt Bromstens gård i Stockholms län. Dessutom var han ägare till en stadsgård i Stockholm samt Alberget på Djurgården. I Finland var han ägare till en gruva och femton olika bruk. Sophies Björkmans make, Ludvig Theodor Almqvist, var civilminister 1856-1860 och därefter justitieminister åren 1879-1880. Makarna, som ärvde Kallhäll, hade sedan kvar Kallhäll i 19 år. Sofies bror, Axel Fredrik Björkman (1833-1886), var en engagerad järfällabo, som ivrigt deltog i kommunens politiska liv.
Bolinders engagerade sig aktivt för de anställdas boendeförhållanden och Bolinderbyn, Skogstorp och Trehörningen var kommunens första bostadsområden som planerades i ett sammanhang.

### Bolinderbyn

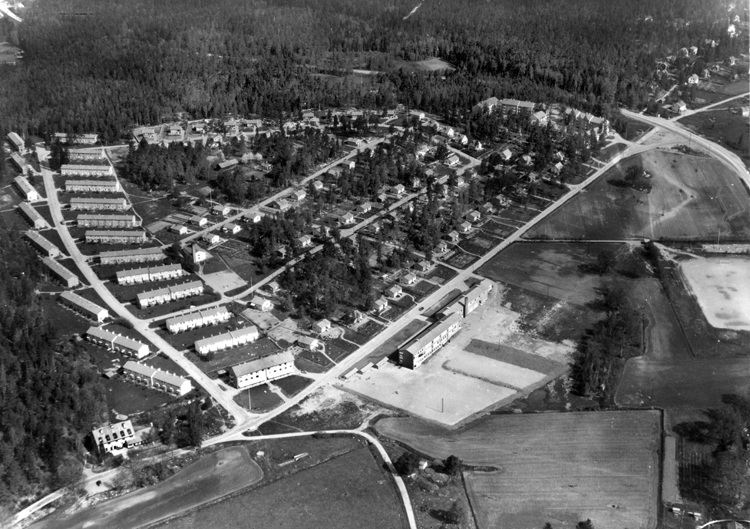
Flygfoto över Bolinderbyn 1964.

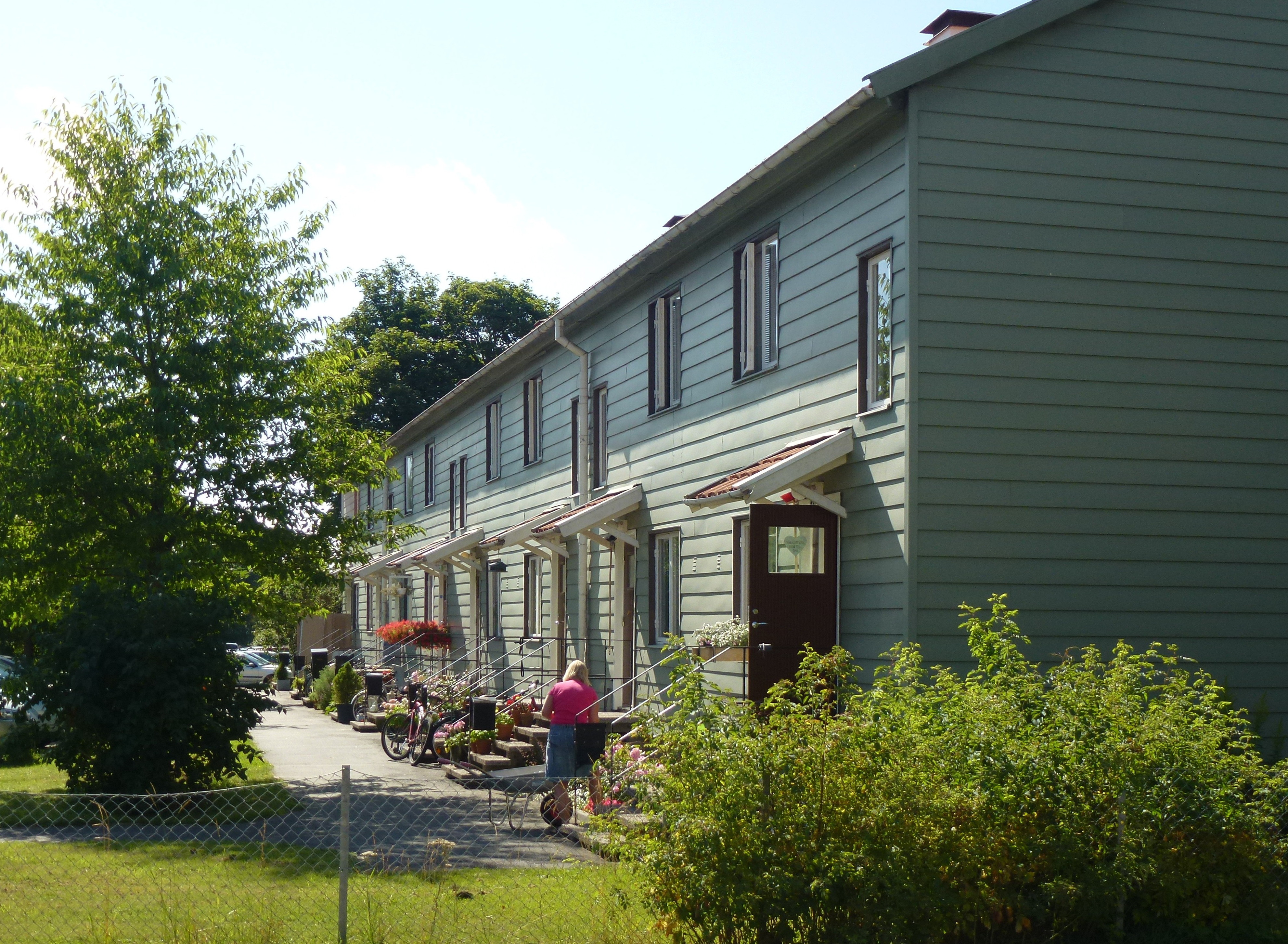
Radhus i Bolinderbyn

Under år 1945 byggdes radhus och villor för de anställda på ett stort område i östra delen av företaget Bolinders mark. Det var Järfällas första större samplanerade område och samtidigt ett exempel på modern bruksbebyggelse. Med början 1945 uppfördes 21 radhuslängor längs Bolindervägen. Radhusen byggdes av Svenska Trähus och ritades av civilingenjör Malte Klev. Varje hus rymde åtta lägenheter om tre rum och kök i tvåplan. hade och husen hade sammanlagt 168 st 3-rumslägenheter. Inom området byggdes gemensam panncentral, tvättanläggning, samlingslokal och barnkrubba. Öster om radhusen byggdes även omkring 80 villor. Dessa villor var av samma typ som även byggdes i Stockholms så kallade småstugeområden. Två flerfamiljshus uppfördes i den södra delen av området. Dessa inrymde butikslokaler i bottenvåningarna. Det var bara folk som arbetade på Bolinders som fick bo i husen. Den som slutade vräktes. Detta orsakade stora problem, eftersom det på den tiden inte fanns några andra bostäder i Järfälla att flytta till.

### Trehörningen

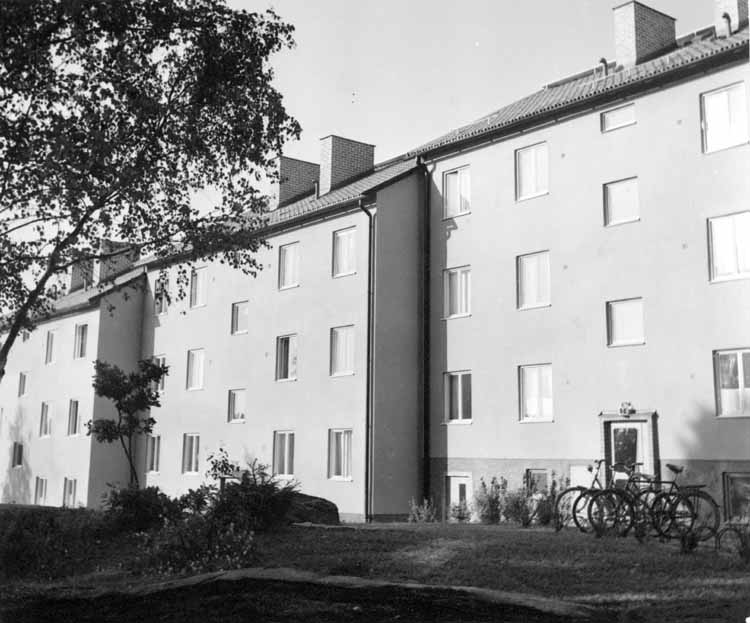
Kallhäll, Trehörningen, 1950-talets mitt.

1950−1952 uppfördes fyra flerfamiljshus i tre våningar med några affärslokaler i bottenvåningarna i kvarteret Trehörningen med sammanlagt 80 lägenheter. Dessa hus byggdes som en fortsättning på Bolinderbyn. Husen har slätputsade fasader och tegeltäckta sadeltak. Lägenheterna hade liksom radhusen en så kallad tjänsteklausul, det vill säga att endast folk som arbetade på Bolinders fick bo där.

### Rondellen
1953 sålde Bolinders mark nordost om Kallhälls station till HSB. I området Rondellen uppfördes det första bostadsområdet i Kallhäll som byggdes i annan regi än av Bolinders. Det blev därmed möjligt att också andra än anställda vid Bolinders företag att bosätta sig i Kallhäll. Tidigare hade andra inte kunnat det. Rondellen blev HSB:s hundrade bostadsrättsförening. Bostadsområdet består av tre flerfamiljshus i tre våningar med inredda vindar. Det var HSB:s riksförbunds arkitektkontor som ritade husen. Huskropparna är bågformade och bildar tillsammans en oval kring en väl skyddad gård. Gården öppnar sig mot grönskan och solljuset i söder. En kulle med tallskog samt några mindre planteringar finns på gården. Husen har dovt färgade spritputsade fasader, enkla snickerier och balkongräcken av korrugerad plåt.

### Stålringen och Tennringen
I början av 1960-talet byggdes nordost om Rondellen ett stort villaområde, Stålringen. Området omfattar två ringformade gatusystem med 140 hus, Stålringen och Tennringen. Kvarteren bebyggdes av byggnadsfirman Widmark & Platzer och arkitekt var Lars Henschen. Gatan är utlagd på en slinga på sluttande mark och en del barrskogsvegetation är sparad. Husen har fasader av beige spritputs med ljusare slätputsad dekor och de ligger med gavlarna mot gatorna. Taken har rött lertegel.

### Historiska bilder

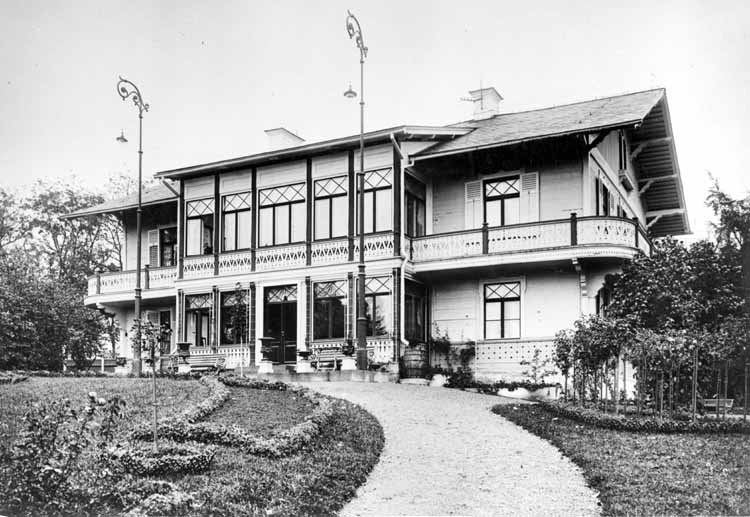
Kallhälls gård, 1907.
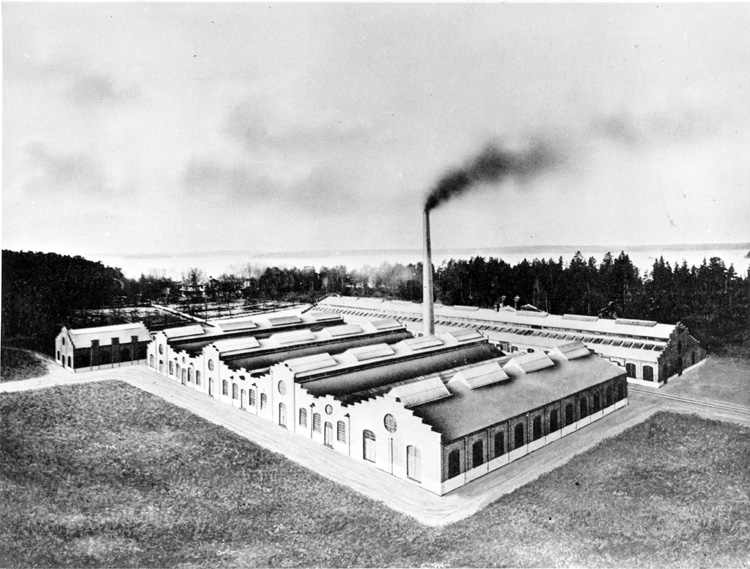
Bolinders Fabriksanläggning, 1913.
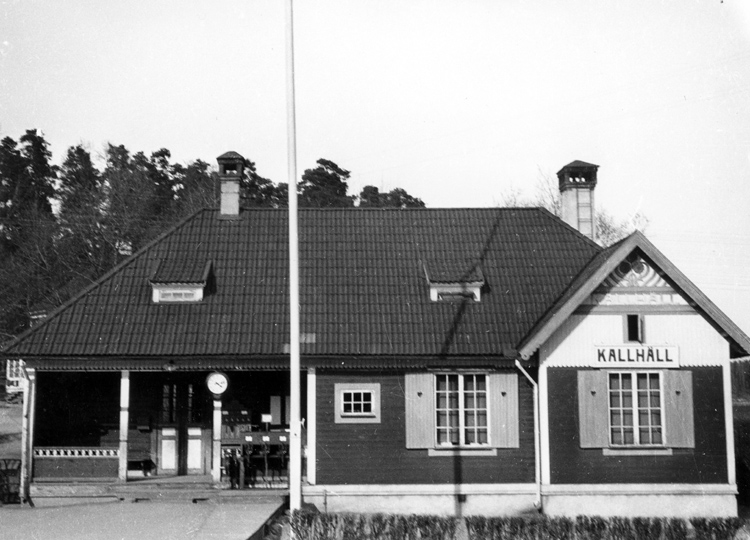
Kallhälls station, 1920-tal
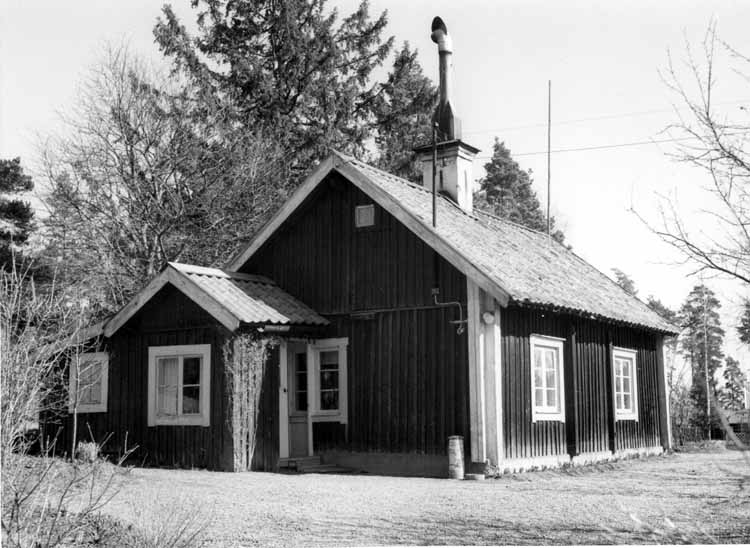
Torpet Skogstorp, 1952.
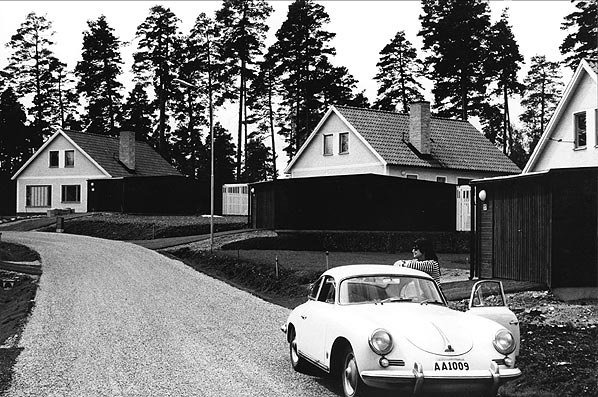
Villor på Stålringen, 1962

## Natur och rekreation

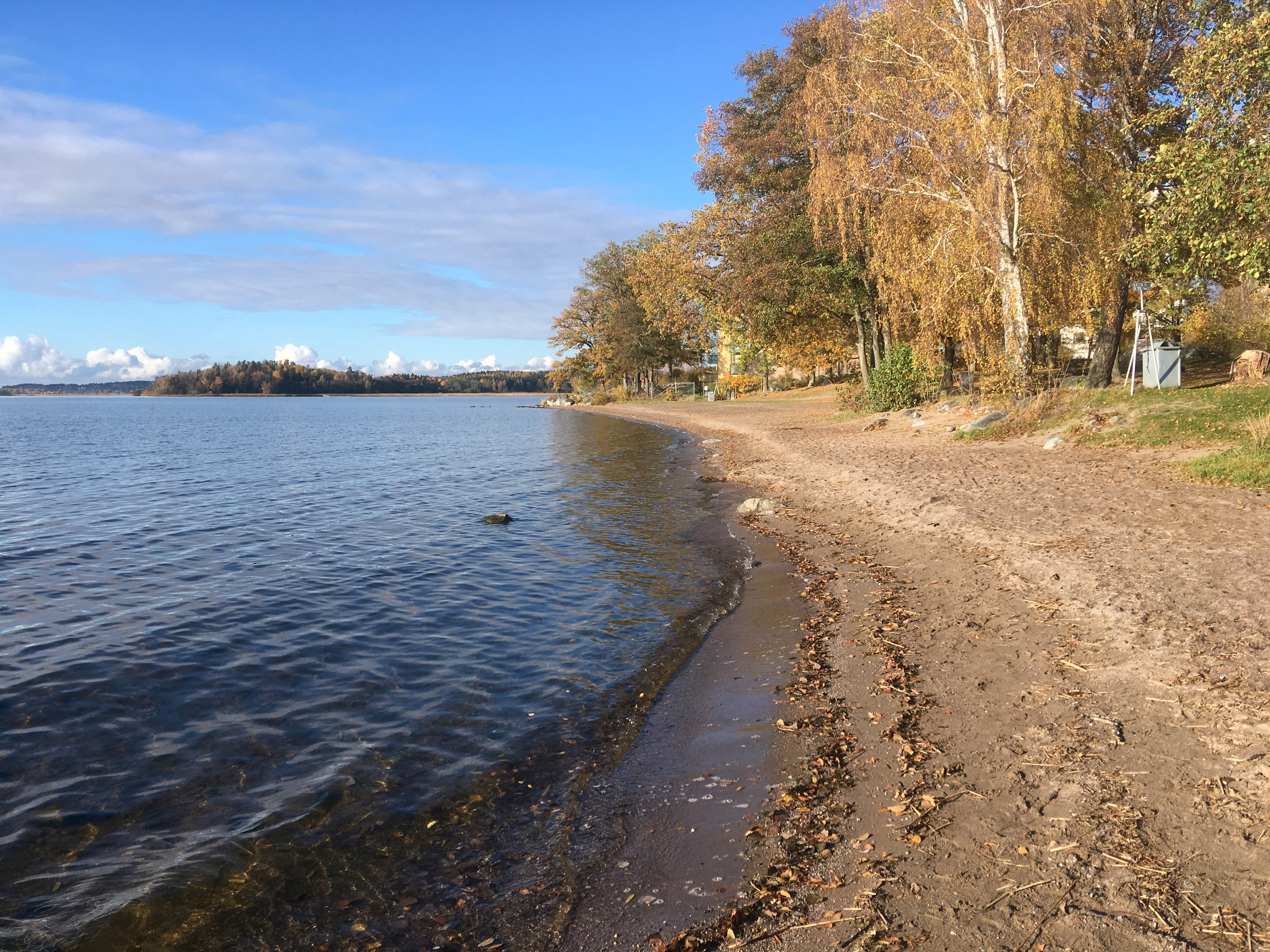
Kallhällsbadets sandstrand.

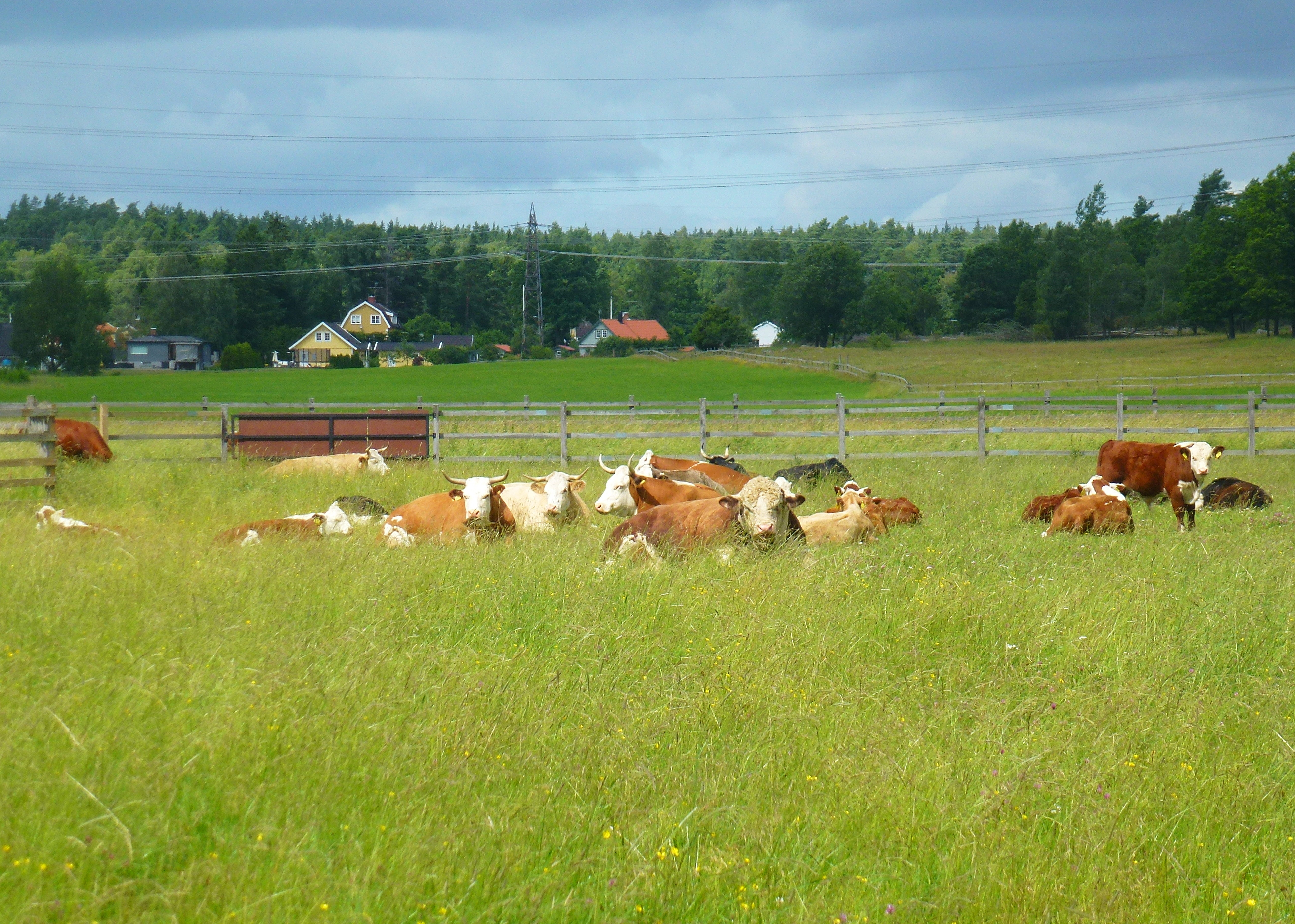
Molnsätra naturreservat

I Kallhälls närhet finns stora naturområden. Öster om E18 ligger Järvafältet och Molnsättra gård med Molnsättra naturreservat med sina kor ute på bete. Även Översjön, som ligger både i Järfälla kommun och Sollentuna kommun, med möjlighet till fiske och bad ligger nära Kallhäll. Översjön är en populär badsjö med klippkanter och naturliga badstränder. Väster om järnvägen ligger Görvälns naturreservat. I Norra Stäket finns Ängsjö friluftsområde med Ängsjö friluftsgård med bland annat kanotuthyrning, motionsspår, skidspår, bad och bastu.
I Kallhäll finns två badplatser vid Mälaren. Bonäsbadet är den mindre av dem, intill Mälarbanan. Kallhällsbadet är kommunens största friluftsbad med glassförsäljning på sommaren och flera badbryggor. I anslutning ligger restaurang och vandrarhem Kallhällsbaden. Kallhällsparken är ett mindre grönområde i närheten av centrum med fågeldamm invigd 1992. Där finns bland annat en tillgänglighetsanpassad lekpark invigd 2008 samt flera stora gräsmattor där det ofta spelas fotboll på sommaren. 
Söder om Slammertorp ligger Dikartorp med sina gamla kulturmarker. Dikartorpets lundar och ängar, som sluttar mjukt mot Mälaren, är av botaniskt intresse. Den sällsynta skogslöken växer i ängskanten och vid Mälaren växer den fridlysta kungsängsliljan. Dikartorp ligger halvvägs mellan Kallhälls motionscentral och Görvälns slott. Bebyggelse har funnits här sedan 1500-talet och växtligheten är starkt kulturpåverkad.

## Pendeltågsstationen
Efter om- och utbyggnad som pågått mellan 2014 och 2016 har stationen nu två plattformar med totalt fyra pendeltågsspår, två spår för passerande tåg och två för vändande tåg. Dessutom finns två spår för passerande fjärr- och godståg, samt ytterligare ett uppställningsspår. Den ursprungliga stationen togs i bruk år 1907 på dåvarande Stockholm–Västerås–Bergslagens Järnvägar för att betjäna Bolinders nya industriområde och anslutande villaområde. Innan dess passerade tågen Kallhäll utan att stanna. Här fanns bara ett banvaktarhus. Dubbelspår blev klart från Stockholm C till Kallhäll 1964. Stationen anpassades för pendeltågstrafik sedan SL tagit över ansvaret för lokal persontrafik inom länet 1967.

## Näringsliv
De större arbetsgivarna i Kallhäll är Icas lager, Dahl och Arla Foods (Stockholm Mejeri). Flera mindre företag bedriver verksamhet i lokaler belägna nära E18.

## Kända Kallhällsbor
Under 1960-talet expanderade Kallhäll i snabb takt. Bland kända Kallhällsbor vid denna tid kan nämnas politikerna Anna-Greta Leijon, Ingvar Carlsson och förre LO-ordföranden Gunnar Nilsson. Alex Ceesay (Rappare, Youtube kändis)

## Se även

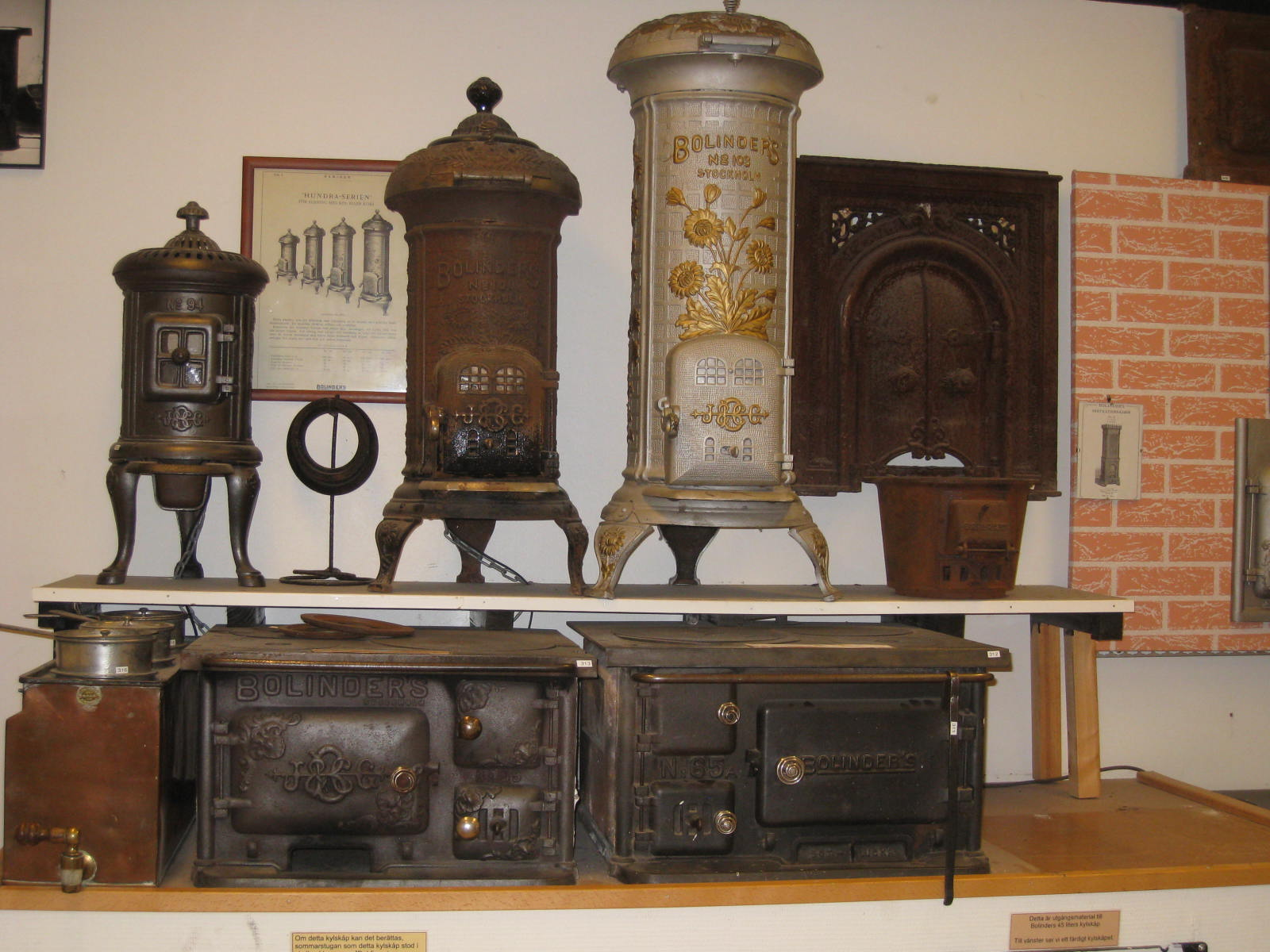
Bolindermuseet.